# Господство Трансјордан
Вазална држава Трансјордан (француски: преко Јордана), формално Господство Трансјордан, била је територија крсташке државе Јерусалимске краљевине источно од реке Јордан. У старом веку, обухватала је територија библијских држава Едом и Моав. То је била релативно пустињска, слабо насељена територија са недефинисаним границама, али у близини важних трговачких и ходочасничких путева.
Походе на ове територије започео је краљ Балдуин I већ 1100. године, али је контрола успостављена тек изградњом замка Монтреал 1115. године. Управа је 1118. године поверена Роману од Ле Пеја. Држава је била у вазалном односу према Јерусалимској краљевини све до доласка Ренеа од Шатијона који је почео исказивати све већу самовољу према крсташким вођама. Државу је освојио Саладин 1187. године, а титулу „господар Трансјордана“ су користили неки европски феудалци све до 14. века.

## Господари Трансјордана
- Роман од Ле Пеја (1118—1126)
- Паган Батлер (1126—1147)
- Морис од Трансјордана (1147—1161)
- Филип де Мији (1161—1168)
- Хемфри III од Торона (1168—1173)
- Мил од Пленсија (1173—1174)
- Рене од Шатијона (1176—1187)
- Хамфри IV од Торона (1187—1197)
- Алиса Јерменска (1197—1199)